# Euskal Erakunde Herritarra
Euskal Erakunde Herritarra (Organització Popular Basca, en basc; EEH) va ser un organisme electoral conjunt de l'oposició antifranquista que agrupava a l'esquerra abertzale i a gran part de l'esquerra revolucionària del País Basc.
Conegut anteriorment per Herrikoi, es va crear el 28 de febrer de 1977 sobre la base dels plantejaments de «ruptura democràtica» que proposava l'Alternativa KAS i va tenir una vida molt efímera. Entre altres qüestions, propugnava el restabliment de l'estatut d'autonomia i l'exercici del dret d'autodeterminació per part dels ciutadans bascos, així com l'amnistia total per als delictes polítics i sindicals, el retorn dels exiliats i la supressió de les jurisdiccions especials i de la llei antiterrorista.
Estava compost pels partits i sindicats integrants de la Koordinadora Abertzale Sozialista (EHAS, LAIA, EIA, LAB i LAK), juntament amb EKA, ES, EK, ORT, PTE, PCU i EMK, a més de LKI (abans LCR-ETA VI), LC i OIC com a membres no compromesos amb la totalitat del programa. Va tenir com a precedents altres organismes unitaris similars que, al seu torn, divergien de la Junta i la Plataforma, com ho foren Herrikoi Batasuna, Euskadiko Herrikoi Batzarra (EHB) i Herrikoi Abertzale Indarren Koordinadora (HAIK).
Davant la imminència de les primeres eleccions democràtiques a Espanya, Euskal Erakunde Herritarra es va reunir a l'abril de 1977 a la sala de juntes de l'Ajuntament de Bergara, assistint com a observadors representants de l'ESB-PSV, PSE-PSOE i PNB, a més de diversos alcaldes.
Encara que la creació d'una coordinadora d'esquerra revolucionària no va ser possible, en part per la decisió adoptada per KAS de participar en aquests comicis només si s'acceptava l'amnistia i la legalització de tots els partits, finalment EIA es va desmarcar de KAS i va arribar a un acord amb EMK per conformar la coalició electoral Euskadiko Ezkerra.